# Kovács Sándor (tanár)
Kovács Sándor (Brassó, 1968 –) unitárius lelkész, egyháztörténész, egyetemi tanár, 2022-től a Kolozsvári Protestáns Teológiai Intézet rektora.

## Tanulmányok
1986-ban érettségizett szülővárosában, a 4-es Számú Ipari Líceumban. 1988–1993 között végezte egyetemi tanulmányait a Kolozsvári Protestáns Teológiai Intézet Unitárius Karán, majd 2008-ban doktori címet szerzett a Szegedi Tudományegyetem Bölcsésztudományi Karán.
1995–96-ban a kaliforniai Starr King School for the Ministry ösztöndíjas hallgatója. 2006–2007-ben posztgraduális ösztöndíjas a Harris Manchester College-ban (Oxford).
2022-ben habilitált a Debreceni Református Hittudományi Egyetemen.

## Szakmai pályafutás
1993 szeptembere és 1998 decembere között segédlelkész volt a kolozsvár-monostori unitárius egyházközségben. 1996 decemberében szentelték fel a székelyudvarhelyi zsinaton.
1996 óta tanít a Kolozsvári Protestáns Teológiai Intézetben, kezdetben óraadó, 1999-től adjunktus, 2009-től docens, 2022-től egyetemi tanár. 2019-től rektorhelyettes ugyanitt, 2022-ben rektornak választották.
1998-tól a Magyar Unitárius Egyház Kolozsvári Nagykönyvtárának megbízott könyvtárosa.
2001-től Molnár Lehellel közösen szerkesztik a Magyar Unitárius Egyház Gyűjtőlevéltárának és Nagykönyvtárának Sorozatát.
2010-től a Keresztény Magvető című folyóirat főszerkesztője, a Keresztény Magvető Füzetei sorozat újraindítója és felelős szerkesztője.
2016-ban vendégtanár volt a Starr King School for the Ministry főiskolán.
Tanulmányait közölte a Keresztény Magvető, Református Szemle, Korunk, Erdélyi Múzeum, Irodalomtudományi Közlemények, Studia Doctorum Theologiae Protestantis, Transactions of the Unitarian Historical Society, Studii și articole de istorie, cikkeit az Unitárius Közlöny, Szabadság, Unitárius Élet, Brassói Lapok, Népújság.

## Kötetei
- Unitárius egyháztörténet. Kolozsvár: Protestáns Teológiai Intézet, 2009. ISBN 9789738879928
- Angolszász–magyar unitárius érintkezések a 19. században. Erdélyi Tudományos Füzetek 269; Kolozsvár: Erdélyi Múzeum-Egyesület, 2011. ISBN 9786068178264
- Lapozgató. Az unitáriusok rövid története. Budapest–Kolozsvár: Magyar Unitárius Egyház Magyarországi Egyházkerülete; Kolozsvári Protestáns Teológiai Intézet, 2021. ISBN 978-615-81123-4-5

### Társszerzőként
- Kovács Sándor, Molnár B. Lehel: Boros György unitárius püspök naplója 1926-1941. Az Erdélyi Unitárius Egyház Gyűjtőlevéltárának és Nagykönyvtárának kiadványai 1; Kolozsvár: Unitárius Egyház, 2001. ISBN 973-9203-90-6
- Hoffmann Gizella, Kovács Sándor, Molnár B. Lehel: Kénosi Tőzsér János, Uzoni Fosztó István: Az erdélyi unitárius egyház története I. Az Erdélyi Unitárius Egyház Gyűjtőlevéltárának és Nagykönyvtárának kiadványai 4/1; Kolozsvár: Erdélyi Unitárius Egyház, 2005. ISBN 973-8267-53-6
- Hoffmann Gizella, Kovács Sándor, Molnár B. Lehel: Kénosi Tőzsér János, Uzoni Fosztó István: Az erdélyi unitárius egyház története II. Az Erdélyi Unitárius Egyház Gyűjtőlevéltárának és Nagykönyvtárának kiadványai 4/2; Kolozsvár: Erdélyi Unitárius Egyház, 2009. ISBN 973-8267-53-6